# Igor Sláma
Igor Sláma (nascido em 8 de maio de 1959) é um ex-ciclista olímpico tchecoslovaco. Representou sua nação nos Jogos Olímpicos de Verão de 1980, onde conquistou a medalha de bronze na prova de perseguição por equipes (4 000 m).